# Doddosia procax
Doddosia procax är en tvåvingeart som beskrevs av Yeates 1990. Doddosia procax ingår i släktet Doddosia och familjen svävflugor.
Artens utbredningsområde är Queensland. Inga underarter finns listade i Catalogue of Life.